# Ivongo
Ivongo is een plaats en gemeente in Madagaskar in het district Ivohibe, gelegen in de regio Ihorombe. Een volkstelling in 2001 telde het inwonersaantal op 4901 inwoners.
De plaats biedt enkel lager onderwijs aan. 49,9% van de bevolking werkt als landbouwer, 49,9% leeft van de veeteelt en 0,2% heeft een baan in de dienstensector. Het belangrijkste landbouwproduct is rijst, andere belangrijke producten zijn bananen, saccharum en cassave.